# Präsidentschaftswahl in Tadschikistan 1994

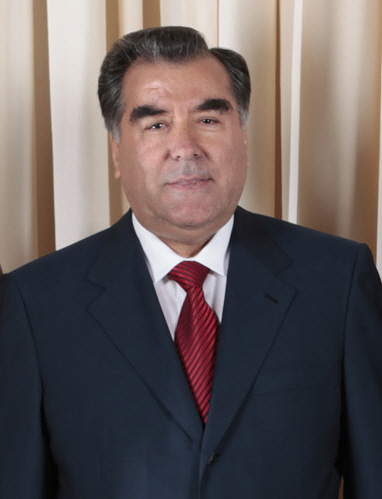
Wahlsieger Emomalij Rahmon

Die Präsidentschaftswahl in Tadschikistan 1994 fand am 6. November 1994 und damit während des Tadschikischen Bürgerkriegs statt. Durch seinen Sieg bei der Wahl konnte Emomalij Rahmon, der zuvor bereits de facto als Präsident Tadschikistans agierte, seine Position stärken und sich im Amt des Präsidenten behaupten.

## Hintergrund
Im Zuge des Zerfalls der Sowjetunion erklärte Tadschikistan am 9. September 1991 seine Unabhängigkeit von der Sowjetunion. Bereits zuvor hatten sich neben der Kommunistische Partei Tadschikistans weitere Parteien gegründet, die mit einer nationalen oder religiösen Ausrichtung eine anti-kommunistische Politik betrieben. Bei der Präsidentschaftswahl in Tadschikistan 1991 konnte sich der Kandidat der Kommunistischen Partei, Rahmon Nabijew, durchsetzen. Die Opposition beklagte zahlreiche Unregelmäßigkeiten bei der Wahl, verzichtete aber auf eine Anfechtung des Wahlergebnisses. Nach Monaten der politischen Konfrontation zwischen Opposition und Regierung, kam es im Mai 1992 zum Ausbruch des Tadschikischen Bürgerkriegs, unter anderem ausgelöst durch die Verhaftung des populären Bürgermeisters der Hauptstadt Duschanbe. in den folgenden Monaten entwickelte sich ein blutiger Bürgerkrieg, der vor allem von regionalen Interessengruppen befeuert wurde. Am 7. September 1992 wurde Präsident Nabijew nach Erfolgen der Opposition zum Rücktritt gezwungen und durch den Oppositionspolitiker Akbarschoh Iskandarow ersetzt. Dieser konnte seine Position allerdings nicht stabilisieren und wurde im November 1992 von Emomalij Rahmon, der von Usbekistan und Russland unterstützt wurde, gestürzt. Daraufhin wurde dieser zum mächtigsten Mann in Tadschikistan, offiziell blieb das Amt des Präsidenten aber unbesetzt. Die Regierung um Rahmon war in den Jahren 1993 und 1994 um eine Stabilisierung der Lage in Tadschikistan bemüht. Dabei konnte mit einigen oppositionellen Gruppen eine Einigung erzielt werden, mit den größeren oppositionellen Parteien und Gruppen wurde jedoch auch unter Vermittlung der Vereinten Nationen kein endgültiges Friedensabkommen erreicht. Bis zum Tag der Präsidentschaftswahl, die ursprünglich für den 25. September angesetzt war, wurde eine Waffenruhe zwischen der militanten Opposition und der Regierung geschlossen. Der Wahltermin wurde nach Kritik aus dem In- und Ausland auf den 6. November verlegt, nachdem sich zuvor nur Rahmon für das Amt des Präsidenten beworben hatte. Durch den Aufschub der Wahl wurde zusätzlich die Kandidatur des prominenten tadschikischen Politikers Abdumalik Abdulladschanow ermöglicht.

## Wahlsystem
Das tadschikische Wahlrecht sah für die Präsidentschaftswahl eine landesweite Mehrheitswahl vor, wobei der Wahlsieger eine absolute Mehrheit benötigte, um das Amt des Präsidenten zu gewinnen. Zudem garantierte das Wahlrecht die Partizipation oppositioneller Parteien, die Wahrung der Meinungsfreiheit und die Möglichkeit einer kontroversen und vielfältigen politischen Debatte. Diese Rechtsgrundlage wurde bei der Präsidentschaftswahl 1994 faktisch gebrochen. Die bedeutenden Oppositionsparteien des Landes, darunter die Islamische Partei der Wiedergeburt Tadschikistans wurden im Bürgerkrieg als Kriegsgegner der Regierung um Rahmon verboten und konnten damit keine Kandidaten zur Wahl aufstellen. Die Registrierung von Kandidaten war einer der größten Streitpunkte hinsichtlich des Wahlrechts, da oppositionelle Kandidaten an der Registrierung gehindert wurden. Bedingungen für die Registrierung war die Nominierung durch eine zugelassene politische Partei oder ein regionales Entscheidungsgremium, darunter Stadträte und Provinzregierungen, und die Beibringung einer Unterschriftenliste mit den Unterschriften von mindestens 5 % der wahlberechtigten Bevölkerung. Beide Anforderungen waren für die meisten potentiellen Kandidaten, insbesondere aus dem oppositionellen Spektrum, nicht erreichbar, da sie nicht von Parteien gestützt wurden und die Hürde hinsichtlich der Unterschriften außergewöhnlich hoch angesetzt wurde.

## Kandidaten
Auf Grund des selektiven Registrierungsprozess wurden schließlich zwei Kandidaten zur Wahl aufgestellt. Der de facto-Amtsinhaber Emomalij Rahmon, der von der Kommunistischen Partei Tadschikistans unterstützt wurde, und der ehemalige tadschikische Premierminister und Botschafter Tadschikistans in Russland, Abdumalik Abdulladschanow. Die beiden Kandidaten verband eine politische Rivalität, nachdem Abdulladschanow 1993 nach Meinungsverschiedenheiten mit Rahmon vom Amt des Premierministers zurücktrat. Als bekannter Spitzenpolitiker des Landes und Botschafter in Russland verfügte Abdulladschanow als einer der wenigen Politiker im Land zum Zeitpunkt der Wahl über die Mittel und die Popularität für eine Kandidatur, sodass er als einziger Kandidat gegen Rahmon kandidierte. Dabei stimmte er in der Ablehnung der Politik Rahmons mit der bewaffneten Opposition überein, allerdings war er in seiner Meinung hinsichtlich der Regierung und der Situation in Tadschikistan weniger fundamental eingestellt als die militante Opposition.

## Ergebnis
Wahlsieger wurde der Favorit und mächtigste Mann des Landes, Emomalij Rahmon. Er vereinte im ersten Wahlgang 59,5 % der abgegebenen Stimmen auf sich und erreichte damit die erforderliche absolute Mehrheit. Abdulladschanow erzielte ein Ergebnis von 34,7 % der Stimmen. Insgesamt wurden 2.409.330 Stimmen abgegeben. Mit dem Wahlsieg Rahmons wurde das Amt des Präsidenten Tadschikistans offiziell wieder besetzt. Gleichzeitig stimmten die Bürger in einem Verfassungsreferendum über die Annahme einer neuen Verfassung ab, diese wurde mit deutlicher Mehrheit angenommen.

## Folgen
Mit der Durchführung der Präsidentschaftswahl wurde Rahmons Machtposition gefestigt. Durch die Einführung einer neuen Verfassung begann er mit der Umgestaltung staatlicher Strukturen. Im Zuge der Parlamentswahl in Tadschikistan 1995 konnte seine Kommunistische Partei auch im tadschikischen Parlament eine dominante Position erlangen. Trotzdem sah sich Rahmon im andauernden Tadschikischen Bürgerkrieg immer wieder Angriffen der Opposition ausgesetzt, die erst mit dem Friedensvertrag vom 27. Juni 1997 ein Ende fanden.

## Bewertung
Die Wahl wurde im Ausland als weder frei noch fair kritisiert. Das Verbot der Oppositionsparteien, die Schwierigkeiten bei der Registrierung der Kandidaten und der mangelnde politische Wettbewerb, der in Tadschikistan zum damaligen Zeitpunkt vielmehr mit Waffen ausgetragen wurde, führten zu dieser Einschätzung. Zudem stellte dieses Vorgehen der Regierung um Rahmon einen klaren Bruch mit dem tadschikischen Wahlrecht dar. Auch die tadschikische Opposition kritisierte die Wahl und sprach von Wahlbetrug.